# 更寮 (嘉義縣)
更寮，原寫為更藔，是台灣嘉義縣六腳鄉的一個傳統地域名稱，位於該鄉西南端。相較於今日行政區，其範圍大致包括古林村東南端、更寮村不含東北端，以及朴子市的內厝里西北半部。

## 歷史
台灣清治末期至日治初期，更寮地區為一（舊制）街庄，稱為「更藔庄」，隸屬於大槺榔西堡。昔日該庄北邊與林內庄為鄰，東北邊與六腳佃庄為鄰，東邊與下雙溪庄為鄰，南邊以朴子溪與樸仔腳庄、菜埔庄為界，西邊隔朴子溪與湖底庄相望。
1901年（日治明治三十四年）11月，全台廢縣廳改設二十廳，該庄隸屬於嘉義廳。1903年（明治三十六年）6月，該庄編入「六腳佃區」，隸屬於嘉義廳。1909年（明治四十二年）10月，合併二十廳為十二廳，六腳佃區仍隸屬於嘉義廳。1920年（大正九年），全台地方制度大改正，廢十二廳改設五州二廳，該庄改制為「更寮」大字，隸屬於臺南州東石郡六腳庄（新制街庄）。
戰後六腳庄改制為六腳鄉，隸屬於臺南縣，大字亦改制為村。1950年10月，雲、嘉、南分治，六腳鄉改隸屬於嘉義縣。

## 聚落
本地區發展較早的聚落有田藔、更藔，在日治期初期的官方地圖上已有記載。